# نادي بيت سيرا الرياضي

نادي بيت سيرا نادي رياضي، اجتماعي وثقافي فلسطيني، تأسس في رام الله سنة 1971.